# 오네가반도

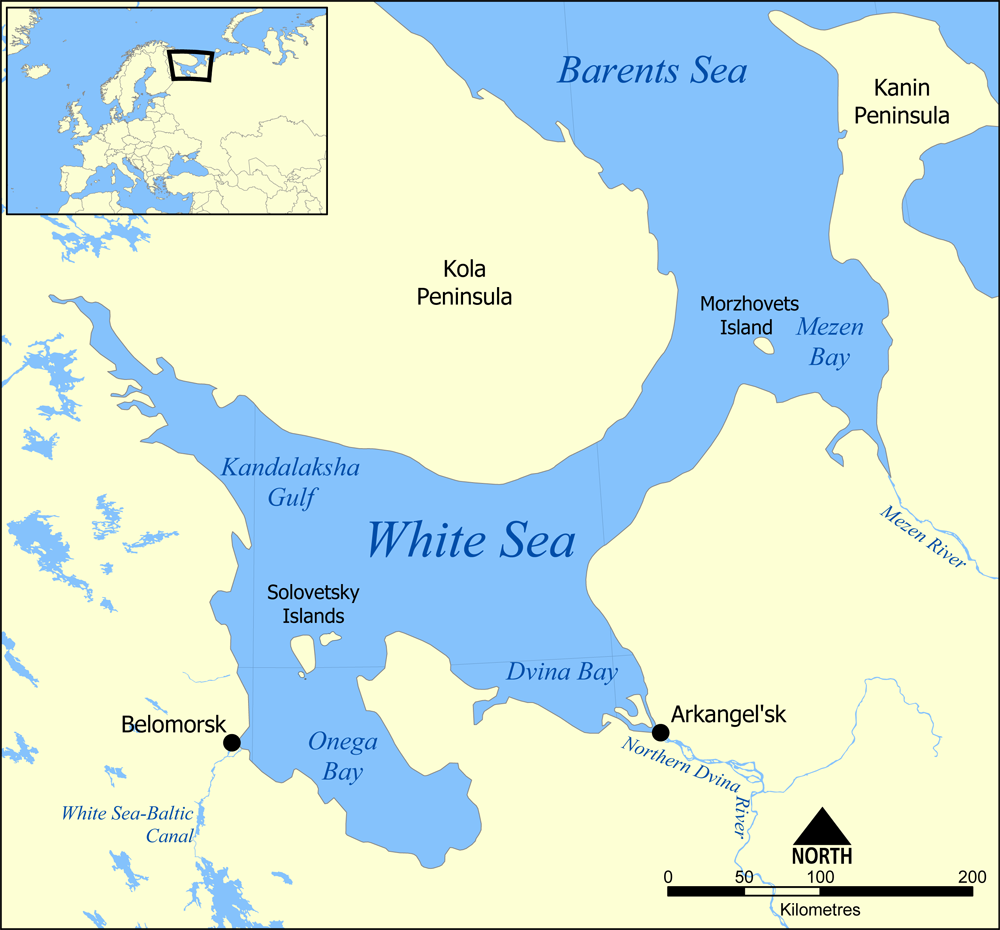
오네가반도의 지도. 반도 근처엔 솔로벳스키섬이 위치해 있다.

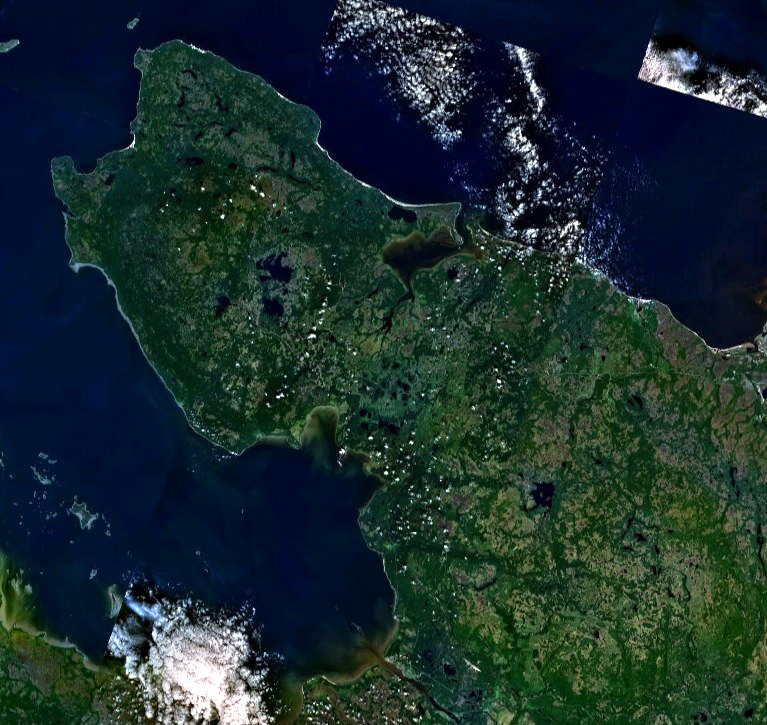
오네가반도의 인공위성 사진.

오네가반도는 러시아 아르한겔스크주에 위치한 반도이다. 백해로 튀어나와 있으며, 남서쪽으로는 오네가만이, 북동쪽으로는 드비나만이 위치하고 있다.